# 本漸寺
本漸寺（ほんぜんじ）は、千葉県東金市東金にある法華宗（妙満寺派）の寺院。山号は鳳凰山。乗師寮法縁縁頭寺。東金酒井氏の菩提寺。

## 歴史
この寺の創建年代等については不詳であるが、当初は上総国山辺郡松之郷（現在の千葉県東金市松之郷）にあった曹洞宗の寺院で、同夢山願成就寺と号したという。その後、妙満寺派（現在の顕本法華宗）に改宗し、寺号が巨徳山本漸寺と改められた。戦国時代東金城主酒井氏が現在地に移した。江戸時代には妙満寺派本山輪番上総十ヶ寺のひとつであった。しかし平成28年、突如として顕本法華宗を離脱し、現在は単立寺院である。

## 文化財
- 東金市指定史跡
  - 日殷上人の墓

## 所在地
千葉県東金市東金1423

## 交通アクセス
- JR東日本東金線東金駅より徒歩、又はバス。